# Piękna Magielona
Piękna Magielona – francuski romans rycerski z połowy XV wieku opisujący przygody pary kochanków, Piotra z Prowansji i Magielony, księżniczki neapolitańskiej. Jest to opowieść fundacyjna o budowie kościoła na wyspie Maguelonne w pobliżu Montpellier.
Około 1570 roku został przetłumaczony na język polski (pt. Historia o Magielonie, królewnie neapolitańskiej, przekład anonimowy) za pośrednictwem niemieckim lub czeskim, a w XIX wieku przetłumaczony ponownie z języka niemieckiego i rozpowszechniany przez wydawnictwa straganowe, skąd przedostał się do ustnej tradycji ludowej. W Polsce ukazały się 54 wydania historii Magielony, pod różnymi tytułami.